# Guldborgsundlisten
Guldborgsundlisten (G) är ett lokalt tvärpolitiskt parti i Guldborgsunds kommun i Danmark, bildat av Poul Henrik Pedersen, tidigare socialdemokratiskt kommunalråd i dåvarande Nykøbing Falsters kommun.
Man säger sig arbeta blocköverskridande, utifrån sunt förnuft snarare än politisk färg.
Guldborgsundlistens John Brædder har varit kommunstyrelsens ordförande från och med 1 januari 2010 efter kommunen bildades genom Kommunreformen i Danmark 2007. I kommunvalet 2017 ökade man sitt stöd i väljarkåren och fick 11 727 röster (33,1%).